# László Szabados
László Szabados (11 april 1911 - 28 april 1992) was een Hongaars zwemmer.
László Szabados nam eenmaal deel aan de Olympische Spelen; in 1932. In 1932 nam hij deel aan het onderdeel 4x200 meter vrije slag. Hij maakte deel uit van het team dat het brons wist te veroveren.